# ジョセフ・ポール・ガイマール

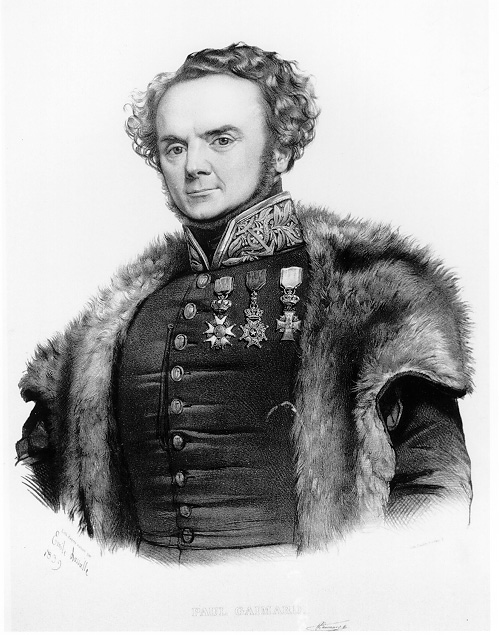
Joseph Paul Gaimard

ジョセフ・ポール・ガイマール（Joseph Paul Gaimard、1796年 - 1858年12月10日）は、フランスの海軍軍医、博物学者である。

## 生涯
サン・ザカリーで生まれた。医学を海軍軍医学校で学んで、軍医となった。ジャン・ルネ・コンスタン・クア（Jean Rene Constant Quoy,）とともに、1817年からルイ・ド・フレシネ（Louis de Freycinet）に率いられたウラニー号（L'Uranie）の探検航海と1826年からのジュール・デュモン・デュルヴィルに率いられた、アストラーベ号（L'Astrolabe）の探検航海に博物学者として参加した。アストラーベ号の探検航海では、その後絶滅したトカゲ、Tachygia microlepisを発見した。
コレラの研究『1831年から1832年のロシア、プロシア、オーストリアのコレラ』（"Du cholera-morbus en Russie, en Prusse et en Autriche, pendant les annees 1831-1832" ）の共同執筆者である。
1835年から1836年のルシェルシュ号（La Recherche）による北極探検の学術部門のリーダーを務めた。アイスランド、グリーンランド沿岸を航海し、科学的な目的の他に、数年前に北極海で行方不明になったジュール・ド・ブロスヴィル（Jules de Blosseville）の探索も行った。この航海の記録は9巻の『アイスランド、グリーンランドへの航海』（""Voyage en Islande et au Groenland"）としてまとめられた。
1838年から1840年にもルシェルシュ号で、ラップランド、スピッツベルゲン島とフェロー諸島の探検航海を行った。 
モエビ科のEualus gaimardii H. Milne Edwardsや、スガメソコエビ科のByblis gaimardi Kroyerに献名されている。

## ガイマールの探検航海に関する絵画
- 『ルシェルシュ号』
(画)Auguste Étienne François Mayer
- 『グリーンランドのセイウチ猟師』
(画)フランソワ＝オーギュスト・ビアール
- フェロー諸島
(画)バルテルミー・ローヴェルニュ

## 著書
- Voyage autour du monde … pendant les annees 1817, 1818, 1819 et 1820 (with Louis Claude Desaulses de Freycinet, Jean Rene Constant Quoy, et al.), 1824.
- Voyage de la corvette l'Astrolabe execute par ordre du Roi, pendant les annees 1826-1827-1828-1829 sous le commandement de M. J. Dumont d'Urville, (with Jules-Sebastien-Cesar Dumont d'Urville, J Tastu, Jean Rene Constant Quoy), 1829-1835.
- Voyage en Islande et au Groenland execute pendant les annees 1835 et 1836 sur la corvette La Recherche, (with Eugene Robert; France. Commission scientifique du Nord), 1851.
- Voyages en Scandinavie, en Laponie, au Spitzberg et aux Feroe, pendant les annees 1838, 1839, 1840 sur la corvette la Recherche, 1842.